# Federazione italiana sport invernali
La Federazione Italiana Sport Invernali (FISI, colloquialmente nota come Federsci) è l'organo di organizzazione, promozione e coordinamento della pratica degli sport invernali in Italia. Fondata nel 1908 con il nome di Unione Ski Clubs Italiani, ha sede a Milano ed è affiliata al CONI.

## Storia
La federazione venne costituita a Torino nel 1908 sotto forma di unione di sci club italiani su iniziativa di Paolo Kind, figlio di Adolfo, pioniere della pratica sciistica in Italia e fondatore (il 21 dicembre 1901) dello Ski Club Torino. La federazione, che contava inizialmente sull'adesione di tre club, assunse il nome di Unione Ski Clubs Italiani (USCI) e la presidenza fu affidata allo stesso Paolo Kind.
Il 23 ottobre 1913 l'USCI venne riorganizzata e ribattezzata Federazione Italiana dello Ski, con sede a Milano, sotto la presidenza di Gustavo Engelman. Il successo di questa iniziativa rimase contenuto, sicché il 10 ottobre 1920 l'organismo venne nuovamente rifondato, sempre a Milano, da Aldo Bonacossa (che ne divenne presidente), assumendo il nome di Federazione Italiana dello Sci (FIS). La FIS assunse la denominazione definitiva di Federazione Italiana Sport Invernali (FISI) nel 1933, quando le furono avocate le competenze su bob, pattinaggio e hockey, che si aggiunsero alle varie discipline sciistiche già di sua competenza. La permanenza di hockey e pattinaggio sotto l'egida FISI fu però di breve durata, giacché nel 1946 le due discipline costituirono proprie distinte federazioni, in seguito riunite nella definitiva Federazione Italiana Sport del Ghiaccio (FISG), indipendente dalla FISI. A Maggio 2025 esce la notizia di una chat pedopornografica e con inni a Hitler: patteggiano l'allenatore e un'atleta.

### Presidenti
I presidenti della FISI dalla fondazione a oggi:
- 1908-1912 Paolo Kind (Unione Ski Clubs Italiani)
- 1913-1915 Gustavo Engelmann (Federazione dello Ski)
- 1920-1922 Aldo Bonacossa (Federazione Italiana dello Sci)
- 1923-1924 Mario Corti
- 1925-1926 Gino Ravà
- 1927 Guido Bertarelli
- 1928-1929 Aldo Bonacossa
- 1929-1930 Augusto Turati (commissario reggente)
- 1930-1933 Renato Ricci
- 1933-1945 Renato Ricci (Federazione Italiana Sport Invernali)
- 1945 Luigi Flumiani (commissario reggente per l'Alta Italia); Vincenzo La Porta (commissario reggente per il Centro Sud)
- 1946-1948 Giovanni Nasi
- 1948-1949 Pio Antonio Calliari
- 1949-1964 Piero Oneglio
- 1964-1970 Fabio Conci
- 1970-1976 Omero Vaghi
- 1976-1987 Arrigo Gattai
- 1987-1988 Omero Vaghi (commissario reggente)
- 1988-2000 Carlo Valentino
- 2000-2007 Gaetano Coppi
- 2007 Riccardo Agabio (commissario straordinario)
- 2007-2011 Giovanni Morzenti
- 2011-2012 Franco Carraro (commissario straordinario)
- 2012-in carica Flavio Roda

## Attività
La FISI ha competenza sulle seguenti discipline sportive:
- Biathlon
- Bob
- Carving
- Combinata nordica
- Freestyle
- Salto con gli sci
- Sci alpinismo
- Sci alpino
- Sci d'erba
- Sci di fondo
- Sci di velocità
- Skeleton
- Slittino
- Snowboard

Di tutte gestisce l'attività agonistica, curandone l'organizzazione, la regolamentazione e la sicurezza. I primi Campionati italiani di sci di fondo e di salto furono organizzati nel 1909, cui seguirono quelli di bob nel 1930, di sci alpino nel 1931 e di slittino nel 1966.

## Loghi storici

Stemma in uso negli anni 1960
Stemma in uso fino al 2014
Versione alternativa